# Smells Like Nirvana
 (octobre 2024).
Si vous disposez d'ouvrages ou d'articles de référence ou si vous connaissez des sites web de qualité traitant du thème abordé ici, merci de compléter l'article en donnant les références utiles à sa vérifiabilité et en les liant à la section « Notes et références ».
« Smells Like Nirvana » est une chanson parodique écrite et interprétée par le musicien américain « Weird Al » Yankovic.
Parodie de la chanson de Nirvana « Smells Like Teen Spirit », elle est sortie en tant que premier single de l'album Off the Deep End en avril 1992. "Smells Like Nirvana" a été écrite pendant les trois années où Yankovic était au plus bas après l'échec financier de son film UHF, mais a capté la popularité croissante du grunge et le succès de Nirvana. La chanson a été écrite pour se moquer du fait que de nombreuses personnes avaient du mal à comprendre les paroles du chanteur de Nirvana Kurt Cobain. N'ayant pas pu contacter Nirvana de manière conventionnelle, Yankovic a appelé Cobain alors que le groupe était sur le plateau de Saturday Night Live, où Cobain lui a donné la permission d'enregistrer la parodie.
L’enregistrement de la chanson a été un changement pour Yankovic et son groupe. « Smells Like Nirvana » était relativement simple dans sa composition musicale. Pour promouvoir le single, Yankovic a créé un clip qui parodiait le clip de « Smells Like Teen Spirit », allant même jusqu'à embaucher plusieurs des mêmes acteurs et à utiliser le même décor.
« Smells Like Nirvana » a été accueilli avec enthousiasme par la critique et a contribué à redynamiser la carrière de Yankovic. Cobain considérait la parodie comme un signe qu'ils avaient « réussi » en tant que groupe. La chanson est l'un des plus grands succès  de Yankovic en étant son deuxième dans le top 40 aux États-Unis, atteignant la 35e place du Billboard Hot 100 et des US Mainstream Rock Tracks. Le clip de la chanson a été nommé pour un MTV Video Music Award 1992 dans la catégorie Meilleure vidéo masculine.